# 臺北市私立育達高級中等學校
臺北市私立育達高級中等學校，簡稱育達高中、育達、北育，是位於臺灣臺北市松山區的私立綜合型高級中等學校，設有高中部（普通科）以及高職部和進修學校。

## 簡介

### 校史
於民國36年（1947年）籌設，校舍同時啟用。創校於民國38年（1949年），初期名為育達會計補習學校，是現今育達高職的前身。
1953年（民國42年）改制為育達初級商業學校，1955年（民國44年）設立中壢分部。
1971年（民國60年）停辦初商部，同時校舍改建。臺北育達與桃園育達兩校區合計就學學生，最高時曾招收約逾2萬名學生，為當時臺灣人數最多的中等學校，是北台灣歷史悠久男女合校的私立高職。
1976年，中壢分部獨立設校。
2020年6月15日，核准更名為「育達學校財團法人臺北市私立普林思頓高級中等學校」。
2022年4月12日，在官方粉絲專頁宣布將全面更換制服與運動服款式。
2022年再次更名為「育達學校財團法人臺北市私立育達高級中等學校」。

### 歷任董事長
- 名譽董事長 于右任

| 任期 | 姓名   | 任職日期               | 離職日期               |
| ---- | ------ | ---------------------- | ---------------------- |
| 1    | 谷鳳翔 | 1953年（民國42年）5月  | 1969年（民國58年）     |
| 2    | 蘇茀第 | 1969年（民國58年）     | 1979年（民國68年）8月  |
| 3    | 谷鳳翔 | 1979年（民國68年）9月  | 1988年（民國77年）12月 |
| 4    | 鈕長耀 | 1989年（民國78年）1月  | 1993年（民國82年）9月  |
| 5    | 劉延濤 | 1993年（民國82年）10月 | 1998年（民國87年）11月 |
| 6    | 張世祿 | 1998年（民國87年）12月 | 2007年（民國96年）7月  |
| 7    | 林時金 | 2007年（民國96年）8月  | 2008年（民國97年）4月  |
| 8    | 王朝榮 | 2008年（民國97年）5月  | 2010年（民國99年）3月  |
| 9    | 王育華 | 2010年（民國99年）4月  | 2012年（民國101年）3月 |
| 10   | 王育豐 | 2012年（民國101年）4月 | 現任                   |

### 歷任校長
| 任期 | 姓名   | 任職日期                    | 離職日期                  |
| ---- | ------ | --------------------------- | ------------------------- |
| 1    | 王廣亞 | 1949年（民國38年） 12月16日 | 1975年（民國64年） 7月4日 |
| 2    | 王萬興 | 1975年（民國64年） 7月4日   | 1977年（民國66年） 8月    |
| 3    | 王廣亞 | 1977年（民國66年） 8月      | 2010年（民國99年） 2月    |
| 4    | 劉育仨 | 2010年（民國99年） 2月      | 現任                      |

### 校訓
|  | 勤儉樸實，自力更生。 |

### 校徽意涵
|  | 頂 天 立 地 繼 往 開 來 四 育 均 衡 品 能 第 一 |

### 校園建物
- 勤儉樓

地上四層
- 樸實樓

地下1層、地上四層
- 自力樓

地下一層、地上四層
- 思源樓

地下二層、地上五層
- 行政大樓

地下一層、地上六層
- 家聲紀念大樓

2009年（民國98年）11月1日落成啟用，地下二層、地上十層
- 教學大樓（第二校區）

## 科系、社團介紹
- 高中部：普通科
- 高職部：觀光事業科、餐飲管理科、多媒體設計科、表演藝術科、時尚造型科
- 社團：康輔社、花調社、傳調社、啦啦隊、管樂社、國樂社、熱舞社、熱音社 、舞獅社、原舞社、棒球輸贏社

## 兄弟校
- 臺灣
  - 台北點點幼稚園
  - 桃園市私立育達高級中學
  - 育達科技大學
- 中国大陆
  - 內蒙古經貿外語職業學院
  - 鄭州昇達大學
  - 北京育達高職
  - 北京育达工商专修学院
  - 河南鞏義成功财经学院

## 外部連結
- （繁體中文）臺北市私立育達高級中等學校 （页面存档备份，存于）